# Afrikaanse gestreepte skink
De Afrikaanse gestreepte skink (Trachylepis striata) is een reptiel uit de familie skinken (Scincidae).

## Uiterlijke kenmerken
Deze soort is meestal bruin met witte lengtestrepen op de rug. Het lichaam, dat is bezet met glanzende, gladde schubben, is gestroomlijnd en bevat een spitse kop met beweegbare onderste oogleden. De lichaamslengte bedraagt 18 tot 25 centimeter.

## Leefwijze
Het voedsel van deze terrestrische, overdag actieve hagedis bestaat uit insecten en spinnen. Deze zoeken ze in struiken en bomen, op rotsen en gebouwen. De hagedissen nemen graag een zonnebad. Als ze worden gegrepen door een belager, dan werpen ze weleens de staart af, die naderhand weer bijgroeit.

## Voortplanting
De vrouwtjes zijn eierlevendbarend. Een worp bestaat meestal uit drie tot negen jongen met een lengte van zes tot acht centimeter. Na 15 tot 18 maanden zijn de jongen geslachtsrijp.

## Verspreiding en leefgebied
De Afrikaanse gestreepte skink komt voor in het oosten en zuiden van Afrika en leeft in de landen Angola, Botswana, Comoren, Congo-Kinshasa, Ethiopië, Namibië, Oeganda, Rwanda, Somalië, Swaziland, Tanzania, Zambia, Zimbabwe, Zuid-Afrika. De habitat is variabel; van mangrovemoerassen tot droge graslanden.

## Naamgeving en taxonomie
De soort werd voor het eerst wetenschappelijk beschreven door Wilhelm Peters in 1844. Oorspronkelijk werd de naam Tropidolepisma striatum gebruikt.
De hagedis werd lange tijd tot de geslachten Mabuya, Trachylepis en het niet langer erkende geslacht Euprepes gerekend.
De skink dankt zijn Nederlandstalige naam aan het voorkomen in Afrika en het feit dat het lichaam gestreept is. Ook de wetenschappelijke soortnaam striata betekent 'gestreept'. De geslachtsnaam Trachylepis is afgeleid van Oudgrieks τραχύς, trachus, 'ruw' en λεπίς, lepis, 'schub'. Overigens kwam lepis ook als Grieks leenwoord in het Latijn voor bij Plinius de Oudere.

### Ondersoorten
Er worden twee ondersoorten erkend, die zowel in uiterlijk als verspreidingsgebied verschillen.
| Naam                          | Auteur       | Verspreidingsgebied                                                                                |
| ----------------------------- | ------------ | -------------------------------------------------------------------------------------------------- |
| Trachylepis striata striata   | Peters, 1844 | Congo-Kinshasa, Ethiopië, Kenia, Malawi, Soedan, Somalië, Swaziland, Zambia, Zimbabwe, Zuid-Afrika |
| Trachylepis striata wahlbergi | Peters, 1870 | Angola, Botswana, Mozambique, Namibië, Zambia, Zimbabwe                                            |